# Brasil Acosta Peña
Brasil Alberto Acosta Peña (Texcoco de Mora, Estado de México, 21 de junio de 1970) es un político, agrónomo y economista mexicano, miembro del Partido Revolucionario Institucional. Ha sido en dos ocasiones diputado federal.

## Reseña biográfica
Brasil Acosta es ingeniero agrónomo, con especialidad en Economía Agrícola, por la Universidad Autónoma Chapingo; tiene una maestría en Economía en El Colegio de México y un doctorado en la misma materia por El Colegio de México y la Universidad de Princeton. Ejerció como docente en el Centro de Investigación y Docencia Económicas y es investigador asociado en el Centro Mexicano de Estudios Económicos y Sociales.
Durante sus estudios, presidió la Sociedad de Estudiantes Mexiquenses de la Universidad Autónoma Chapingo. En 2005 fue dirigente de Antorcha Campesina en Texcoco, estado de México y presidente del comité seccional del PRI en 2009. En las elecciones de 2015 fue candidato del PRI a presidente municipal de Texcoco, siendo derrotado por el candidato de Morena, Higinio Martínez Miranda.
Ha sido diputado federal en dos ocasiones, ambas por la vía de representación proporcional: a la LXII Legislatura de 2012 a 2015 y en la que fue secretario de la comisión de Fomento Cooperativo y Economía Social e integrante de las comisiones de Deporte; Vivienda; y, Especial de Fortalecimiento a la Educación Superior y la Capacitación para Impulsar el Desarrollo y la Competitividad; y la LXIV Legislatura a partir de 2018 y en la que es secretario de la comisión de Ciencia, Tecnología e Innovación, e integrante de la comisión de Comunicaciones y Transportes y de la de Desarrollo Metropolitano, Urbano, Ordenamiento Territorial y Movilidad.